# Załuki (województwo podlaskie)
Załuki – wieś w Polsce położona w województwie podlaskim, w powiecie białostockim, w gminie Gródek.
W latach 1975–1998 miejscowość administracyjnie należała do województwa białostockiego.
Prawosławni mieszkańcy wsi należą do parafii  św. Anny w Królowym Moście, a wierni kościoła rzymskokatolickiego do parafii Najświętszego Serca Pana Jezusa w Gródku.

## Położenie

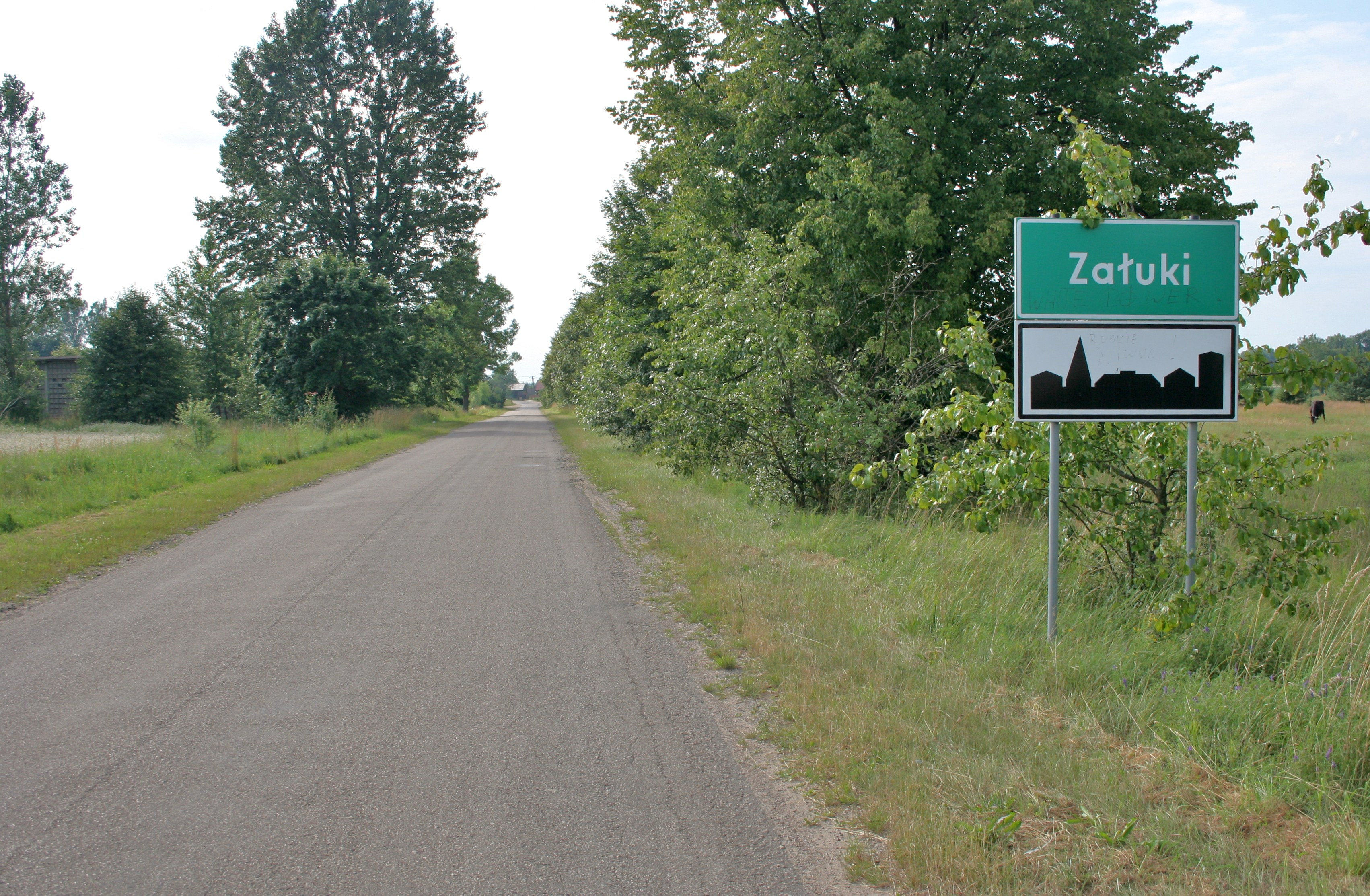
Wjazd do wsi od Walił

Załuki to wieś o układzie przestrzennym ulicówki powstała w XVII wieku, atrakcyjnie położona miejscowość w południowej części Puszczy Knyszyńskiej, nad rzeką Supraśl. Przez wieś przebiegają trzy szlaki turystyczne: Szlak Napoleoński, Szlak Wzgórz Świętojańskich i Szlak Powstania Styczniowego.
Do Załuk administracyjnie należy również wieś Podzałuki położona po drugiej stronie Supraśli (wsie mają wspólnego sołtysa).

## Mieszkańcy
Wieś liczy 247 mieszkańców (dane z Narodowego Spisu Powszechnego Ludności i Mieszkań z 2021 roku),  wcześniej w 2006 liczyła 217 osób (dane z USC w Gródku z 29 grudnia 2006 r.). 
Położona jest na terenie Parku Krajobrazowego Puszczy Knyszyńskiej, nad rzeką Supraśl.
We wsi Załuki znajdowała się baza maszyn i chlewnie PGR – do 2000 część mieszkańców zatrudniona była w Państwowym Gospodarstwie Rolnym w Waliłach.
Większość mieszkańców wsi to rolnicy. Również wielu czynnych zawodowo dojeżdża do pracy w Białymstoku, Gródku, a także prowadzą własną działalność gospodarczą (najbardziej popularne są firmy związane z surowcem drzewnym, takie jak: tartaki, firmy zajmujące się wyrębem drewna, stolarką itp.). Część mieszkańców jest zatrudniona w leśnictwie, w Nadleśnictwach Waliły, Żednia i Supraśl.
Mieszkańcy wsi trudnią się również zbiorem ziół i runa leśnego.
W 1980 r. w Załukach dokonano badań dialektologiczno-językowych pod kierunkiem Janusza Siatkowskiego, w ramach których odnotowano, że podstawowym środkiem porozumiewania się mieszkańców między sobą jest gwara białoruska.
Załuczanie są w większości wyznania prawosławnego.

### Struktura wiekowa
(stan na 29 grudnia 2006 r., wg danych USC w Gródku)
- do 12. roku życia - 41 osób,
- 13-15 lat - 10 osób,
- 16-17 lat - 8 osób,
- 18 lat - 7 osób,
- 19-60 - kobiety - 55 osób,
- 19-65 lat - mężczyźni - 59 osób,
- powyżej 60. roku życia - kobiety - 27 osoby,
- powyżej 65. roku życia - mężczyźni - 10 osób.

Ponad 52% społeczności Załuk to osoby poniżej 40. roku życia.
Według Narodowego Spisu Powszechnego Ludności i Mieszkań z 2021 roku liczba ludności we wsi Załuki to 247 z czego 53,4% mieszkańców stanowią kobiety, a 46,6% ludności to mężczyźni. Miejscowość zamieszkuje 5,0% mieszkańców gminy. 

## Walory turystyczne

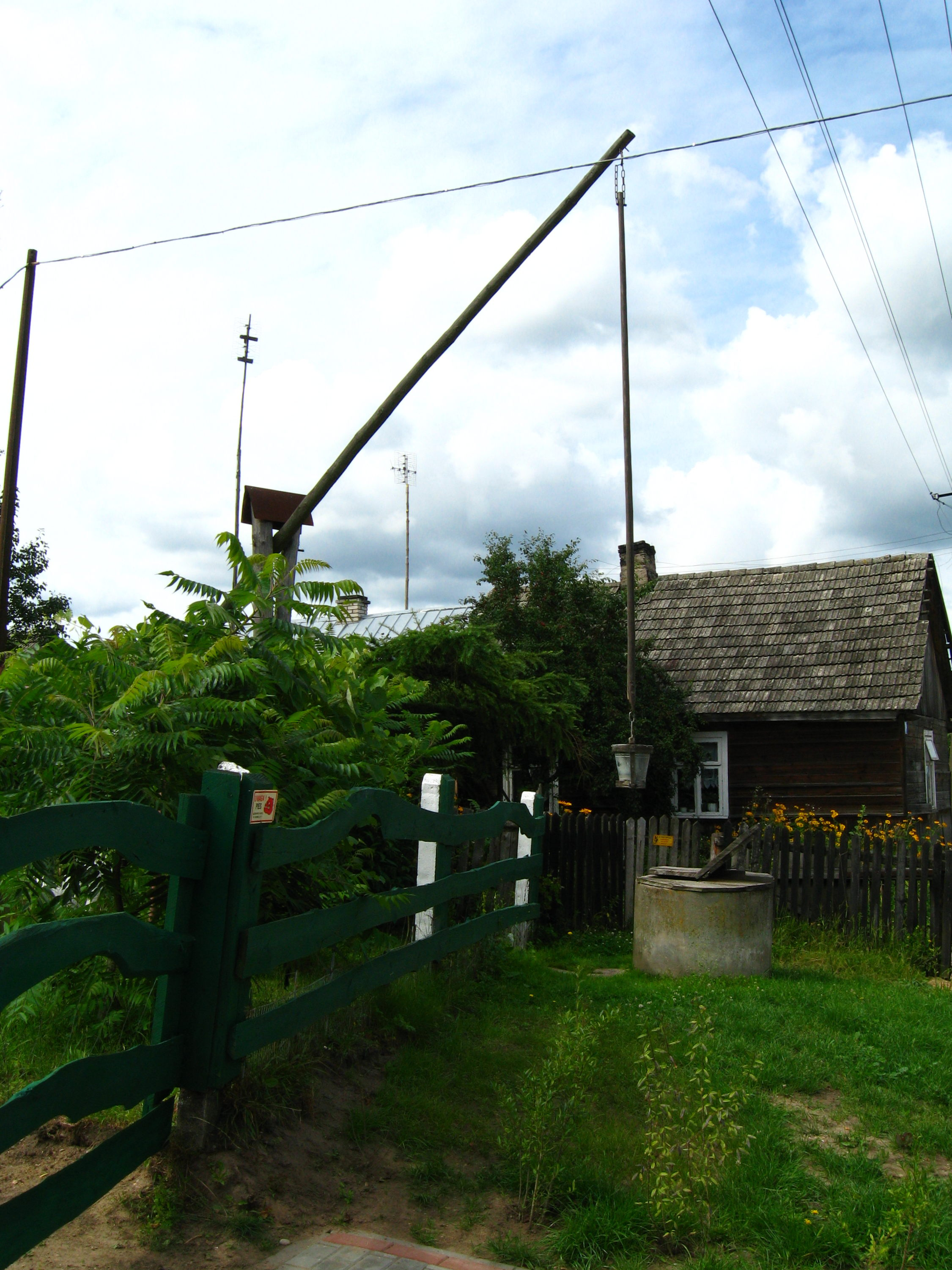
Żuraw

Kultura i tradycja Załuk wynika z położenia przygranicznego jak i z cech kulturowych wyznania prawosławnego. Nie zanikło tu rękodzieło i wciąż popularne jest wyszywanie krzyżykiem, tkanie na krosnach, dzierganie, szydełkowanie i in.
Rolniczy charakter miejscowości sprawia, że w Załukach nadal samodzielnie wytwarzanych jest wiele tradycyjnych produktów wiejskich, takich jak: masło, twarogi, wina, nalewki, wódki zbożowe i owocowe, a także przetwory runa leśnego.
We wsi można zobaczyć żurawia - studnię z charakterystycznym czerpakiem wody. Przy wsi od strony Sofipola (100m) jest cmentarz choleryczny datowany na XVIII wiek.
Załuki położone są nad rzeką Supraśl, którą odbywają się spływy kajakowe i nad którą istnieją możliwości plażowania.
Załuki stanowią bazę wypadową w okolice granicy polsko-białoruskiej, Gródka (cmentarz żydowski, cerkiew z freskami, imprezy cykliczne: Basowiszcza - połowa lipca, Siabrouskaja Biasieda - ostatnia sobota lipca), Walił (dom malarza Leona Tarasewicza), Królowego Mostu (cerkiew prawosławna i kapliczka), Kruszynian, Bohonik (meczety - szlak Tatarski Duży i Mały), Arboretum w Kopnej Górze (park dendrologiczny), Białegostoku, Michałowa, Krynek i in.
W okolicach jest wiele miejsc martyrologii: Zasady, Piłatowszczyzna, Popówka, Sokołda, uroczysko Piereciosy, a także wyludnionych wsi, gdzie jednak pozostał układ zabudowań, alei drzewnych, sady - np.: Majdan.
We wsi aktywnie rozwija się agroturystyka.

## Instytucje

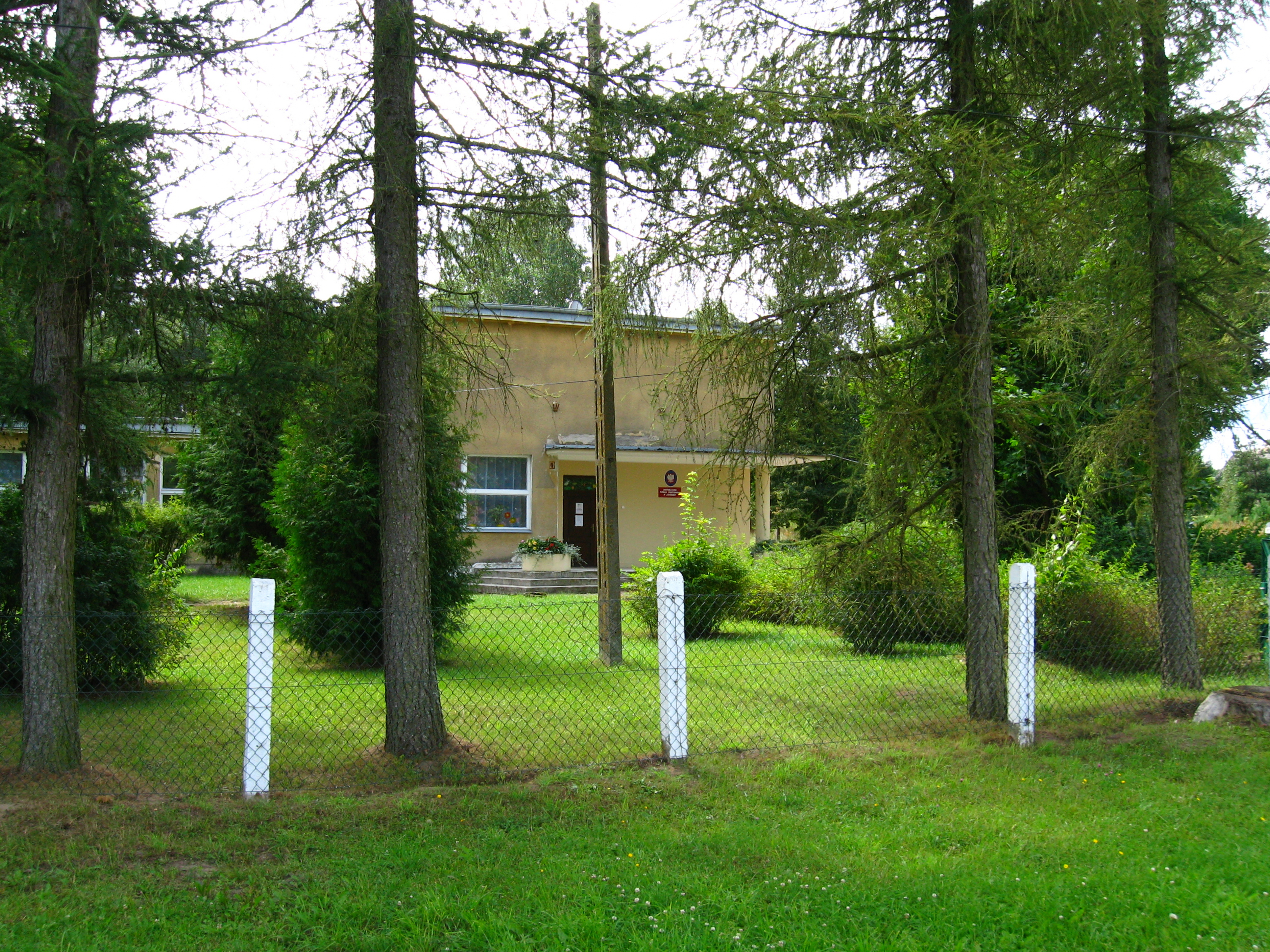
Szkoła

W Załukach od 1 września 2008 istnieje jedyna w gminie Gródek (poza samym Gródkiem) szkoła podstawowa - Niepubliczna Szkoła Podstawowa w Załukach, której organem prowadzącym jest stowarzyszenie "Załuki nad Supraślą".
We wsi ma swoją siedzibę Ochotnicza Straż Pożarna oraz Koło Gospodyń Wiejskich "Załuczanki".
We wsi działa zespół folklorystyczny śpiewający po białorusku i po polsku: zespół seniorów „Kalina” (od 2001). Od 2002 działał również młodzieżowy dziewczęcy zespół „Kalinka”, jednak aktualnie (2024) już nie występuje jako zespół z Załuk. 
W latach 2006–2008 działał również zespół dziecięcy „Kalineczka”.
Oba starsze zespoły mają na swoim koncie wiele nagród, występów (m.in. w Spale na "Dożynkach Prezydenckich", festiwalach muzyki białoruskiej, konkursach oraz przeglądach takich jak przegląd zespołów obrzędowych itp.
Od lutego 2005 we wsi funkcjonuje stowarzyszenie "Załuki nad Supraślą", którego celem jest rozwój miejscowości. Dzięki dotacji Fundacji Wspomagania Wsi w programie "Nasza świetlica" stowarzyszenie zorganizowało w udostępnionej przez OSP części remizy świetlicę środowiskową dla dzieci i młodzieży. 

## Imprezy cykliczne
W Załukach organizowane są imprezy cykliczne:
- Noc Świętojańska (tzw. Noc Kupały)- data ruchoma - około 24 czerwca, w sobotę;
- Wiejskie Dożynki - termin ruchomy - zazwyczaj druga sobota września;
- Wigilia Ekumeniczna - grudzień (szkoła);
- festyny rodzinne - obchody Dnia Dziecka, Matki i Ojca organizowane przez szkołę. Coroczną najważniejszą atrakcją jest przedstawienie przygotowywane przez dorosłych (rodziców, dziadków, starszą młodzież) - termin ruchomy - pierwsza połowa czerwca.

Załuki należą do rzymskokatolickiej parafii w Gródku i prawosławnej parafii w Królowym Moście. Rokrocznie odpusty ku czci świętej Anny - patronki parafii położonych w drugiej z tych miejscowości - ściągają wielu turystów (niedziela najbliżej dnia 26 lipca - odpust katolicki, 7 sierpnia - odpust prawosławny).

## Dojazd
Przez wieś wiedzie trasa autobusu PKS wyjeżdżającego z Białegostoku (linia: Gródek przez Załuki lub Michałowo przez Załuki).
Samochodem: drogą krajową nr 65 od Białegostoku do Sofipola, gdzie należy skręcić w lewo i przejechać 3 km.